# Kaiser-Wilhelm-II.-Denkmal (Aus)

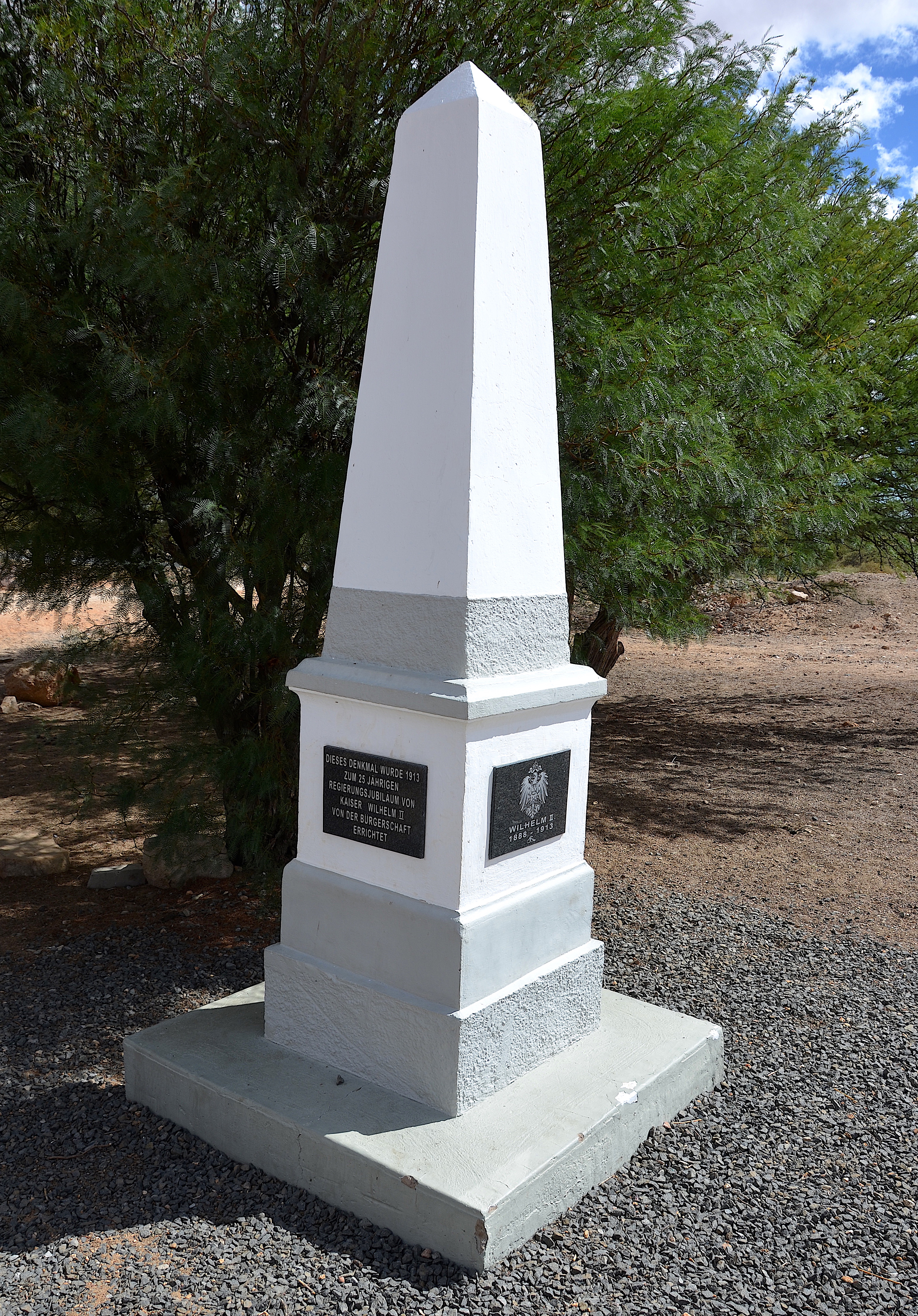
Kaiser-Wilhelm-II.-Denkmal in Aus (2017)

Das Kaiser-Wilhelm-II.-Denkmal wurde im Jahr 1913 von den deutschen Bewohnern in Aus im Süden Namibias errichtet, um an das 25-jährige Kronjubiläum des deutschen Kaisers Wilhelm II. zu erinnern.
Man verwendete dazu einen Obelisken in der Form eines preußischen Meilensteins auf einem Sockel. Auf der Südwestseite war eine Kupfertafel eingelassen, welche die Inschrift „Wilhelm II 1888 – 1913“ trug. Das etwa 3 m hohe Denkmal befindet sich auf dem Bahnhofsgelände an der früheren Zufahrt zum Bahnhofsgebäude. Es wurde am 14. Juli 1913 eingeweiht.
Die Kupfertafel wurde später entwendet und ist verschwunden. Die heutigen vier Gedenktafeln aus dunkelgrauem Naturstein mit Gravurinschriften wurden nachträglich im Jahr 2016 angebracht.

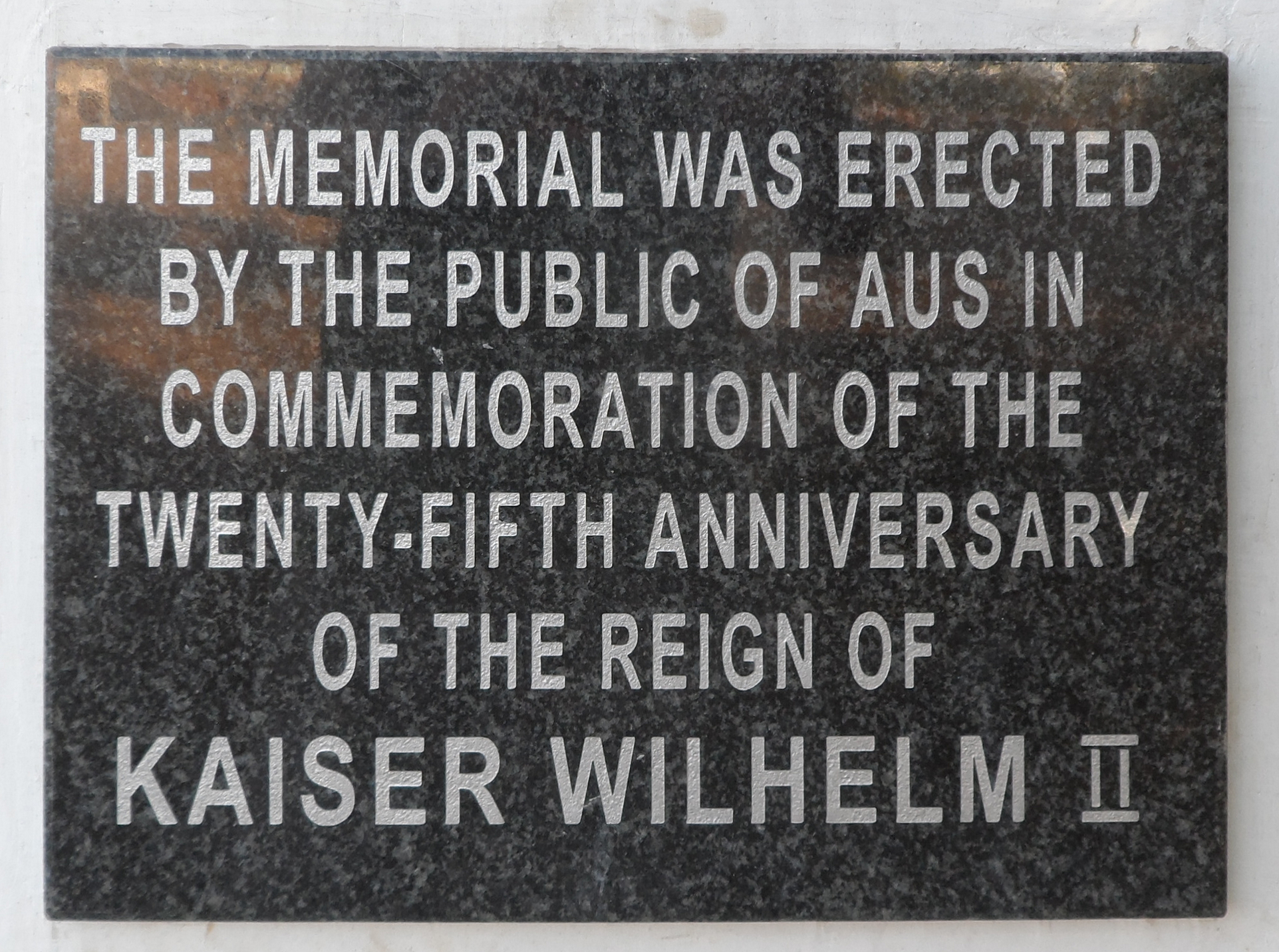
Gedenktafel auf der Nordwestseite des Denkmals
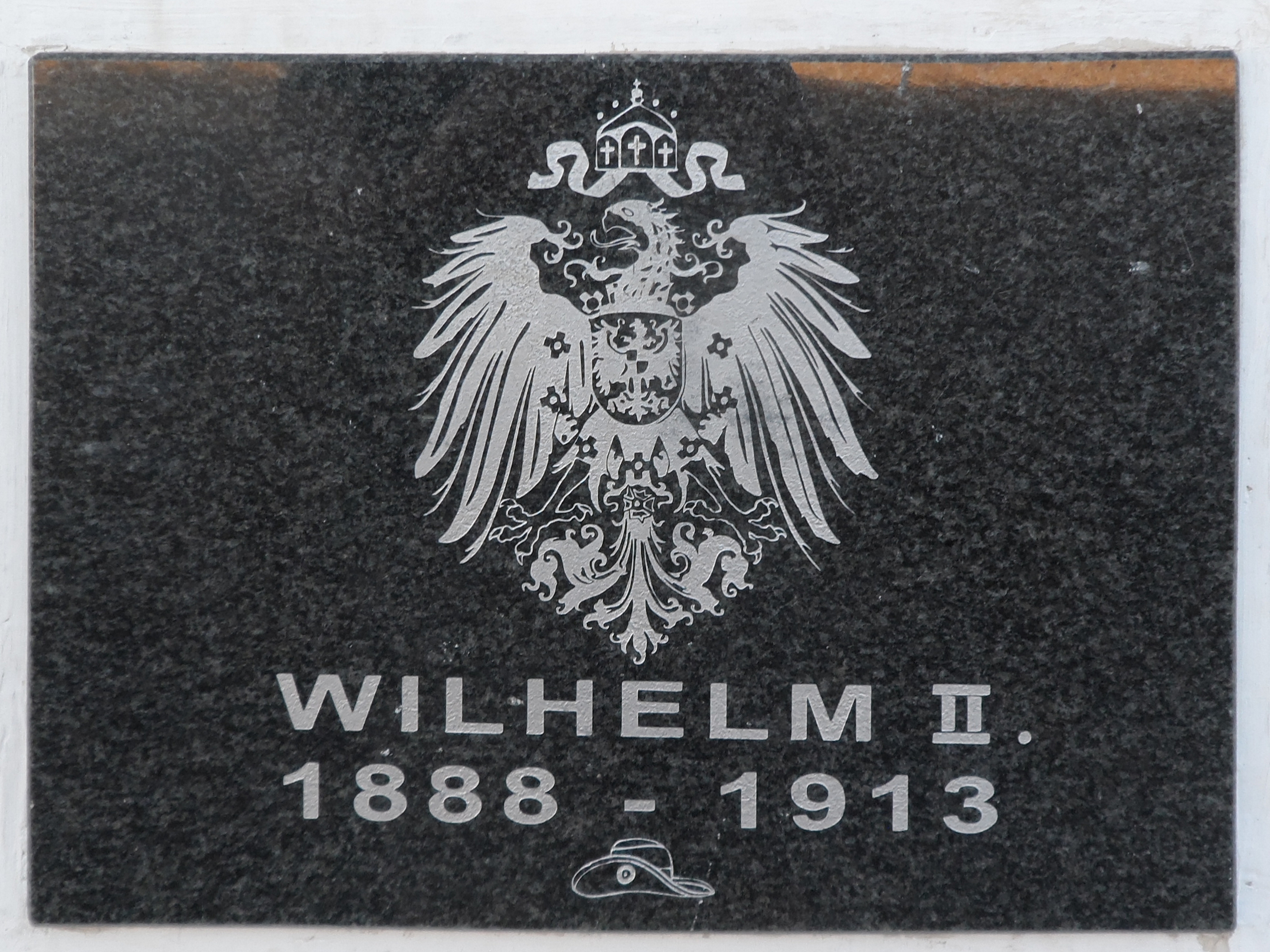
Gedenktafel auf der Nordostseite des Denkmals
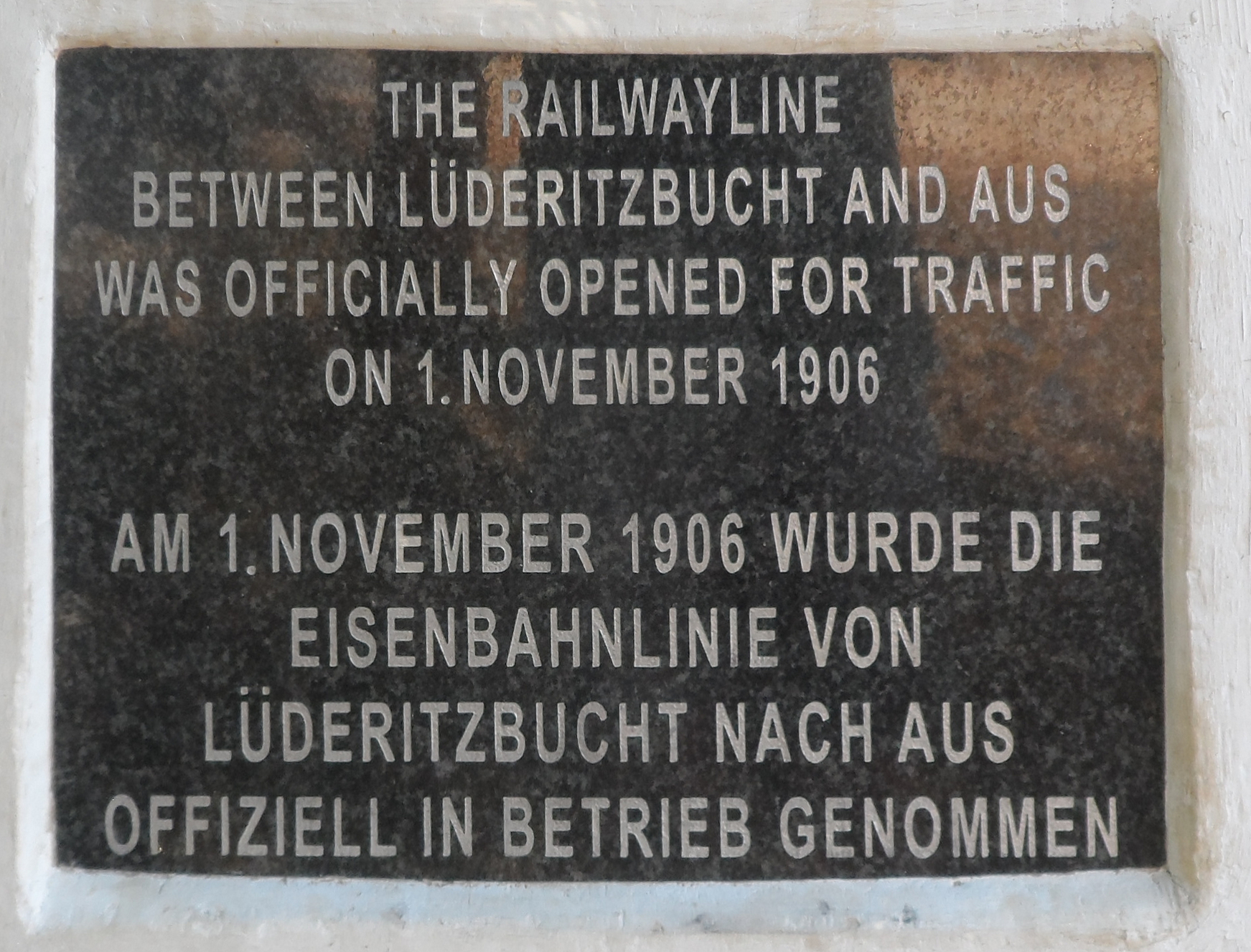
Gedenktafel auf der Südwestseite des Denkmals (ursprünglicher Platz der Kupfertafel)
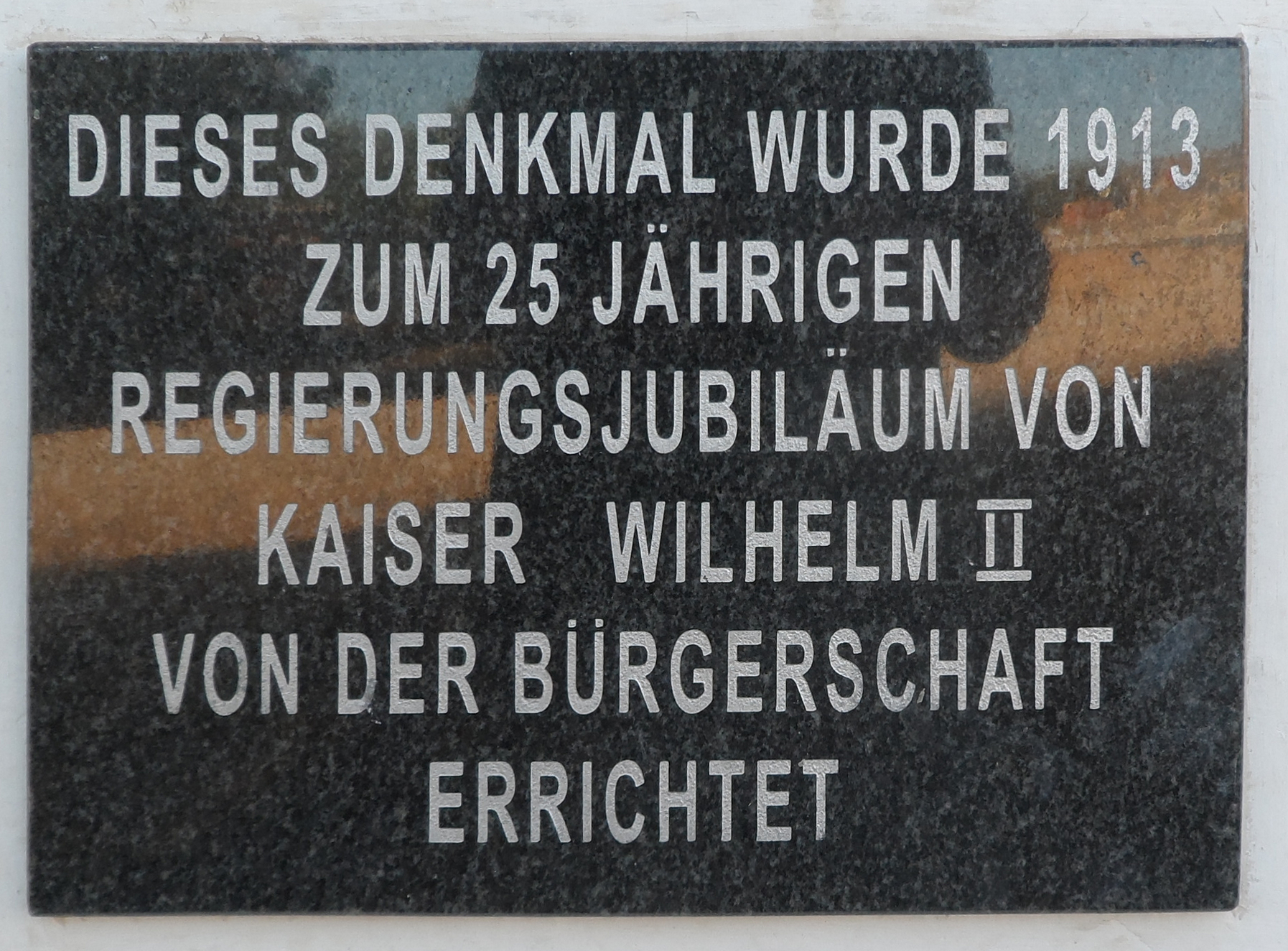
Gedenktafel auf der Südostseite des Denkmals